# Alexandr Keržakov
Alexandr Anatoljevič Keržakov (Александр Анатольевич Кержаков; * 27. listopadu 1982, Kingisepp) je bývalý ruský fotbalový útočník. S 215 vstřelenými brankami je nejlepším ruským střelcem v historii. Hned v první ligové sezóně v roce 2001 byl zvolen do výběru 33 nejlepších hráčů ligy. V roce 2004 se stal králem ligových střelců. Se Zenitem Petrohrad získal titul ruského mistra z roku 2010, v dresu Sevilla FC vyhrál Pohár UEFA 2006/07. Reprezentoval na mistrovství světa ve fotbale 2002, mistrovství Evropy ve fotbale 2004 a mistrovství Evropy ve fotbale 2012, byl nominován na mistrovství světa ve fotbale 2014. Zde vstřelil v utkání s Jižní Koreou jako střídající hráč vyrovnávací gól na celkových 1:1. V září 2014 se dvěma brankami v utkání s Ázerbájdžánem stal nejúspěšnějším střelcem v dějinách ruské reprezentace.